# Anta dos Galvões
Anta dos Galvões é um dólmen (também chamados de anta) localizado em São Brás dos Matos (Mina do Bugalho), cuja câmara conserva 5 esteios de xisto, o da cabeceira com 3 m de altura, existindo 6 esteios no corredor.
Conjuntamente com a Anta do Pão Mole, formam um conjunto de assinalável importância, cujo uso pode relacionar-se com as primeiras comunidades de metalurgistas que exploraram os veios de cobre na região da Mina do Bugalho. Foi erguida provavelmente no Neolítico final, IV milénio a.C.

## Ligação externa
- http://www.visitevora.pt/NR/rdonlyres/3D1B0062-AF8C-4576-AC63-1FC4EDE25A44/0/antadosgalvoesalandroal.jpg Em falta ou vazio |título= (ajuda)